# Гекман, Александр Иванович
Александр Иванович Гекман, другие варианты отчества — Иоганович, Иоганнесович (нем. Alexander Heckmann) (4 (17) августа 1908, село Голый Карамыш, Камышинский уезд, Саратовская губерния — 1994, Батуми, Грузия) — советский партийный и государственный деятель, председатель СНК АССР Немцев Поволжья (1938-41). Депутат Верховного Совета СССР 1-го созыва и депутат Верховного Совета РСФСР 1-го созыва.

## Биография
Родился 17 августа 1908 года в семье каменщика в селе Голый Карамыш (немецкий вариант — Бальцер; сегодня — город Красноармейск Саратовской области). с десятилетнего возраста работал шпульщиком-кустарём, рассыльным. В 1922 году вступил в комсомол, принимал активное участие в создании пионерской организации в Бальцерском кантоне. В 1926 году поступил на рабфак Саратове. В 1930 году вступил в ВКП(б). В 1934 году окончил Саратовский институт механизации сельского хозяйства. Будучи студентом, принимал активное участие в коллективизации и раскулачивании во Франкском кантоне.
С 1935 года работал инженером-электриком на предприятиях Наркоматов местной промышленности и земледелия. В сентябре 1937 года был назначен народным комиссаром лёгкой промышленности АССР немцев Поволжья. В феврале 1938 года избран 2-м секретарем Обкома ВКП(б) АССР Немцев Поволжья.
20 июня 1938 года Президиум ЦИК АССР Немцев Поволжья назначил его председателем СНК АССР немцев Поволжья. На 1-й сессии Верховного Совета АССР НП, которая состоялась 25—27 июля 1938 года, была утверждена его кандидатура. Исполнял должность с июля 1938 по сентябрь 1941.
12 декабря 1937 года избран депутатом Верховного Совета СССР (в Совет Национальностей) 1-го созыва от Красноармейского избирательного округа АССР Немцев Поволжья (отозван 27 марта 1944 как утративший связь со своими избирателями).
26 июня 1938 года выбран депутатом Верховного Совета РСФСР 1-го созыва от Бальцерского избирательного округа АССР Немцев Поволжья. Занял пост заместителя председателя Президиума Верховного Совета РСФСР.
13—14 июля 1941 года вместе с Председателем Верховного Совета АССР Немцев Поволжья К. Гофманом выступил с обращением к германскому народу не проливать кровь советских людей и повернуть оружие против Гитлера и «фашистских людоедов».
1 сентября 1941 в соответствии с Указом ПВС СССР от 28 августа 1941 «О переселении немцев, проживающих в районах Поволжья» выселен вместе с семьёй в Минусинск Красноярского края. 5 сентября 1941 заочно освобождён от исполнения своих служебных обязанностей. В Минусинске пару месяцев работал инженером-электриком на городской электростанции, уже с января 1942 года в трудармии, до июня — в Вятлаге НКВД (Кировская область). Здесь стал секретарем партийной организации мобилизованных 12 лесозаготовительной бригады. После исключения из ВКП(б) отстранён от этой должности.
Переведён в Базстрой (Свердловская область), до мая 1944 года — старший диспетчер Управления строительства НКВД Богословского алюминиевого завода.
22 мая 1944 арестован по делу «о руководстве бывшей АССР немцев Поволжья». 9 августа 1946 приговорён к 4 годам ИТЛ. Реабилитирован постановлением Президиума Свердловского Областного суда 12 марта 1959.
После освобождения из заключения в 1948 работал инженером-энергетиком на Бийской спичечной фабрике.
С 1957 — сотрудник проектного института в Батуми.
Умер в 1994 в Батуми.